# Matthis Harsman
Matthis Harsman (* 4. Oktober 1999 in Wilsum) ist ein deutscher Fußballspieler.

## Karriere
Nach seinen Anfängen in der Jugend des ASC Grün-Weiß 49 Wielen-Itterbeck-Wilsum wechselte er im Sommer 2015 in die Jugendabteilung des SV Meppen. Dort wurde er zu Beginn der Saison 2018 in den Profikader der Meppener in der 3. Liga aufgenommen.
Am 26. Oktober 2019, dem 13. Spieltag, kam er beim 3:3-Auswärts-Unentschieden gegen den Halleschen FC zu seinem Profidebüt, als er in der 42. Spielminute für Willi Evseev eingewechselt wurde, da Stammtorhüter Erik Domaschke einen Platzverweis bekommen hatte.
Nach 8 Jahren beim SV Meppen wechselte der Torhüter zum 1. Juli 2023 in die Regionalliga West zum SV Rödinghausen.